# Solenoptera dominicensis
Solenoptera dominicensis es una especie de escarabajo longicornio del género Solenoptera, tribu, Solenopterini, subfamilia Prioninae. Fue descrita por Gahan en 1890.

## Descripción
Mide 17-38 mm de longitud.

## Distribución
Se distribuye por República Dominicana.